# Torres Novas
Torres Novas és un municipi portuguès, situat al districte de Santarém, a la regió del Centre i a la subregió de Médio Tejo. L'any 2004 tenia 37.155 habitants. Limita al nord-oest amb Ourém, a l'est amb Tomar, Vila Nova da Barquinha i Entroncamento, al sud-est amb Golegã, al sud amb Santarém a l'oest amb Alcanena.

## Població
| Població del concelho de Torres Novas (1801 – 2004) | Població del concelho de Torres Novas (1801 – 2004) | Població del concelho de Torres Novas (1801 – 2004) | Població del concelho de Torres Novas (1801 – 2004) | Població del concelho de Torres Novas (1801 – 2004) | Població del concelho de Torres Novas (1801 – 2004) | Població del concelho de Torres Novas (1801 – 2004) | Població del concelho de Torres Novas (1801 – 2004) | Població del concelho de Torres Novas (1801 – 2004) |
| --------------------------------------------------- | --------------------------------------------------- | --------------------------------------------------- | --------------------------------------------------- | --------------------------------------------------- | --------------------------------------------------- | --------------------------------------------------- | --------------------------------------------------- | --------------------------------------------------- |
| 1801                                                | 1849                                                | 1900                                                | 1930                                                | 1960                                                | 1981                                                | 1991                                                | 2001                                                | 2004                                                |
| 16494                                               | 16002                                               | 35460                                               | 33892                                               | 36732                                               | 37399                                               | 37692                                               | 36908                                               | 37155                                               |

## Freguesies
- Alcorochel
- Assentiz
- Brogueira
- Chancelaria
- Lapas
- Meia Via
- Olaia
- Paço
- Parceiros de Igreja
- Pedrógão
- Riachos
- Ribeira Branca
- Salvador
- Santa Maria
- Santiago
- São Pedro
- Zibreira